# 考波什塞尔道海伊
考波什塞尔道海伊，是匈牙利绍莫吉州所辖的一个村。总面积8.85平方公里，总人口984，人口密度111.2人/平方公里（2011年1月1日）。